# Pisica pe acoperișul fierbinte (film din 1958)
Pisica pe acoperișul fierbinte (titlul original în engleză Cat on a Hot Tin Roof) este un film dramatic american din 1958 regizat de Richard Brooks. Acesta se bazează pe piesa de teatru publicată sub același nume de Tennessee Williams în 1955 și câștigătoare a premiului Pulitzer. A fost adaptată de Richard Brooks și James Poe⁠(d). Îi are în rolurile principale pe Elizabeth Taylor, Paul Newman, Burl Ives, Judith Anderson, Jack Carson și Madeleine Sherwood⁠(d).
Bine primit atât de critici, cât și de public, Pisica pe acoperișul fierbinte a fost cel mai de succes film lansat de MGM în 1958 și a devenit al treilea film din acel an după încasări.

## Intriga
În jurul orei 3:00 dimineața, alcoolicul Brick Pollitt (Paul Newman) este copleșit de amintiri din perioada liceului când visa să ajungă un mare atlet. Încearcă să alerge pe o pistă cu obstacole⁠(d), însă acesta se prăbușește și își fracturează glezna. A doua zi, Brick și soția sa, Maggie „pisica” (Elizabeth Taylor), vizitează moșia familiei în estul statului Mississippi unde Harvey Pollitt (Burl Ives) - alintat de familie Big Daddy - urmează să sărbătorească împlinirea vârstei de 65 de ani.
Deprimat, Brick și-a petrecut ultimii ani din viață consumând alcool și ignorând sentimentele soției sale, iar aceasta aduce constant în discuție moștenirea averii lui Harvey. Din cauza acestor conflicte, căsătoria a devenit una furtunoasă. De asemenea, există speculații cu privire la motivul pentru care Maggie nu are încă un copil în timp ce Gooper (Jack Carson), fratele lui Brick, și soția sa Mae (Madeleine Sherwood⁠(d)) au cinci.
Harvey și Ida (Judith Anderson) - alintată Big Mama - sosesc de la spital cu avionul lor privat și sunt întâmpinați de Gooper și familia sa, respectiv de  Maggie. Iritat de spectacolul pus la cale de nepoții săi, Big Daddy îi ignoră și pleacă spre casă împreună cu Maggie. Aceștia vin cu vești bune: patriarhul familiei nu este pe moarte. Cu toate acestea, medicul se întâlnește în privat mai întâi cu Gooper, iar apoi cu Brick și le spune celor doi că totul este o decepție. Acesta suferă de un cancer inoperabil și mai are de trăit cel mult un an, însă nu i s-a adus la cunoștință diagnosticul. Mai târziu, Brick îi dezvăluie aceste informații lui Maggie care este puternic afectată. Aceasta îi cere lui Brick să vorbească cu tatăl său, însă acesta refuză cu încăpățânare.

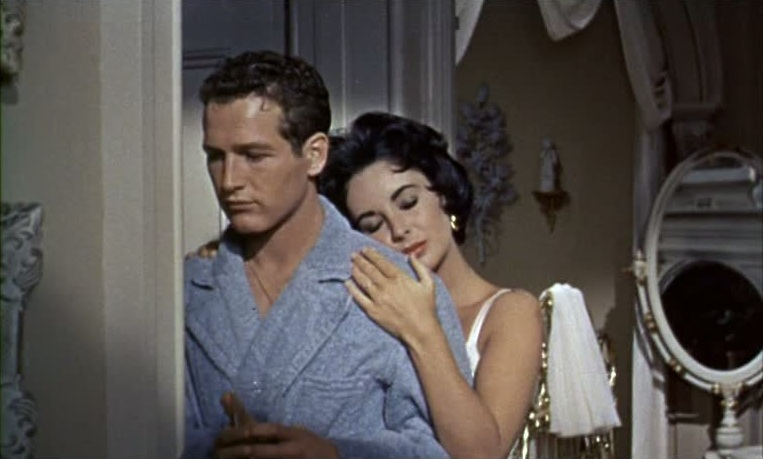
Paul Newman și Elizabeth Taylor într-o scenă din Pisica pe acoperișul fierbinte.

Spre sfârșitul petrecerii, Big Daddy se întâlnește cu Brick în camera sa și îi spune că este exasperat de comportamentul său, dorind să știe de ce este atât de încăpățânat. La un moment dat, Maggie li se alătură și dezvăluie că totul a pornit acum câțiva ani în noaptea în care Skipper, cel mai bun prieten al său și coleg de echipă, s-a sinucis. Aceasta era geloasă pe Skipper deoarece petrecea mai mult timp cu Brick și susține că fără ajutorul său, Skip era pur și simplu pierdut. Ea a decis să le distrugă relația „prin orice mijloace necesare”, intenționând să-l seducă pe Skipper în încercarea de a obține informații care să pună la îndoială loialitatea sa față de soțul ei. Deși Brick o învinovățise pe Maggie de moartea lui Skipper, el însuși se simte responsabil deoarece nu a reușit să-l ajute când a fost contactat în repetate rânduri de acesta.
După o ceartă, Brick dezvăluie că Big Daddy va muri de cancer și că aceasta este ultima sa zi de naștere. Șocat, Harvey se retrage la subsol. Între timp, Gooper - care este avocat - și soția sa discută cu Ida despre afacerea cu bumbac a familiei și testamentul lui Big Daddy. Brick coboară la subsol, un labirint de antichități și alte bunuri, unde cei doi încep să se certe și într-un final ajung oarecum la o înțelegere.
Familia începe să simtă presiunea certurilor, moment în care Maggie spune că dorește să-i ofere lui Harvey cadoul de ziua sa: îl anunță că este însărcinată. Când Mae, geloasă, o acuză că minte, Big Daddy și Brick intervin de partea sa, cu toate că Brick știe că afirmația sa este falsă. În scena finală, cuplul se întâlnește în camera lui Brick unde se sărută.

## Distribuție
- Elizabeth Taylor în rolul lui Margaret „Maggie” „Pisica” Pollitt
- Paul Newman în rolul lui Brick Pollitt
- Burl Ives în rolul lui Harvey „Big Daddy” Pollitt
- Judith Anderson în rolul lui Ida „Big Mama” Pollitt
- Jack Carson în rolul lui Cooper „Gooper" Pollitt
- Madeleine Sherwood⁠(d) în rolul lui Mae Flynn „Sister Woman” Pollitt
- Larry Gates⁠(d) în rolul doctorului Baugh
- Vaughn Taylor⁠(d) în rolul lui Deacon Davis